# Keven
Keven ist ein männlicher Vorname. Er ist eine Variante des Vornamens Kevin.

## Bekannte Namensträger
- Keven Frank (* 1990), deutscher Eishockeyspieler
- Keven McAlester, US-amerikanischer Regisseur und Filmproduzent
- Keven Schlotterbeck (* 1997), deutscher Fußballspieler
- Keven Stammen (* 1985), US-amerikanischer Pokerspieler